# Lobelia koolauensis
Lobelia koolauensis är en klockväxtart som först beskrevs av Edward Yataro Hosaka och Francis Raymond Fosberg, och fick sitt nu gällande namn av Thomas G. Lammers. Lobelia koolauensis ingår i släktet lobelior, och familjen klockväxter. Inga underarter finns listade i Catalogue of Life.